# Libákovice
Libákovice (německy Libaken) jsou vesnice a část obce Řenče v okrese Plzeň-jih v Plzeňském kraji. Nachází se asi dva kilometry jihovýchodně od Řenčí. Libákovice jsou také název katastrálního území o rozloze 5,33 km².

## Název
Původní název Ľubákovici vesnice označoval místo, kde žili lidé Ľubákovi. Pozdější tvar Libákovice je odvozen z příjmení Libák ve významu ves lidí Libákových. V historických pramenech se název vsi objevuje ve tvarech: Lubacouich (1266), Lubakouici (1272), Lybacowicz (1356), in Libakowicz (1407), Libákovice (1407), w Libakowiczych (1542), Libakowicze (1623, 1654) a Libaken (1789).

## Historie
První písemná zmínka o vesnici pochází z roku 1266.

## Obyvatelstvo
| Rok            | 1869 | 1880 | 1890 | 1900 | 1910 | 1921 | 1930 | 1950 | 1961 | 1970 | 1980 | 1991 | 2001 | 2011 | 2021 |
| -------------- | ---- | ---- | ---- | ---- | ---- | ---- | ---- | ---- | ---- | ---- | ---- | ---- | ---- | ---- | ---- |
| Počet obyvatel | 286  | 297  | 301  | 278  | 283  | 310  | 262  | 216  | 216  | 198  | 187  | 178  | 182  | 160  | 163  |
| Počet domů     | 37   | 43   | 47   | 48   | 47   | 47   | 46   | 53   | 53   | 50   | 48   | 57   | 59   | 60   | 63   |

## Obecní správa
Při sčítání lidu v letech 1850–1959 Libákovice byly samostatnou obcí v okrese Přeštice. Od roku 1960 jsou částí obce Řenče v okrese Plzeň-jih.

## Pamětihodnosti
- Kaple